# Kahatagaha Graphite Mines
Kahatagaha Graphite Mines är en gruva i Sri Lanka.   Den ligger i provinsen Nordvästprovinsen, i den centrala delen av landet, 100 km nordost om huvudstaden Colombo. Kahatagaha Graphite Mines ligger 271 meter över havet.
Terrängen runt Kahatagaha Graphite Mines är kuperad åt sydost, men åt nordväst är den platt. Terrängen runt Kahatagaha Graphite Mines sluttar västerut. Runt Kahatagaha Graphite Mines är det tätbefolkat, med 427 invånare per kvadratkilometer. Närmaste större samhälle är Matale, 15,0 km sydost om Kahatagaha Graphite Mines. I omgivningarna runt Kahatagaha Graphite Mines växer i huvudsak städsegrön lövskog.